# 盆踊り

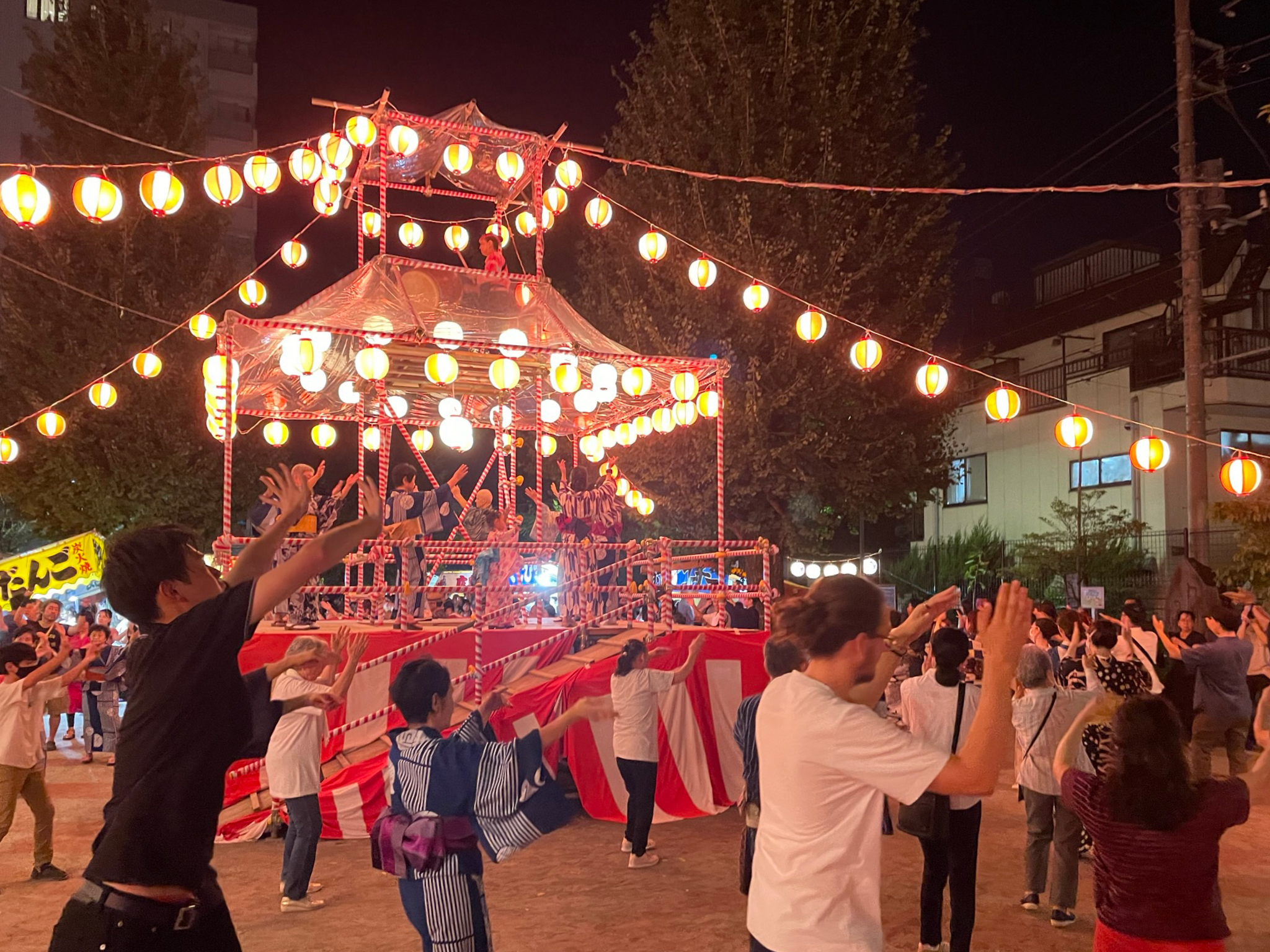
2段式盆踊りやぐら。やぐらの上段は太鼓。下段の舞台と、やぐらの周囲は踊り（東京都中野区の杉山公園にて）

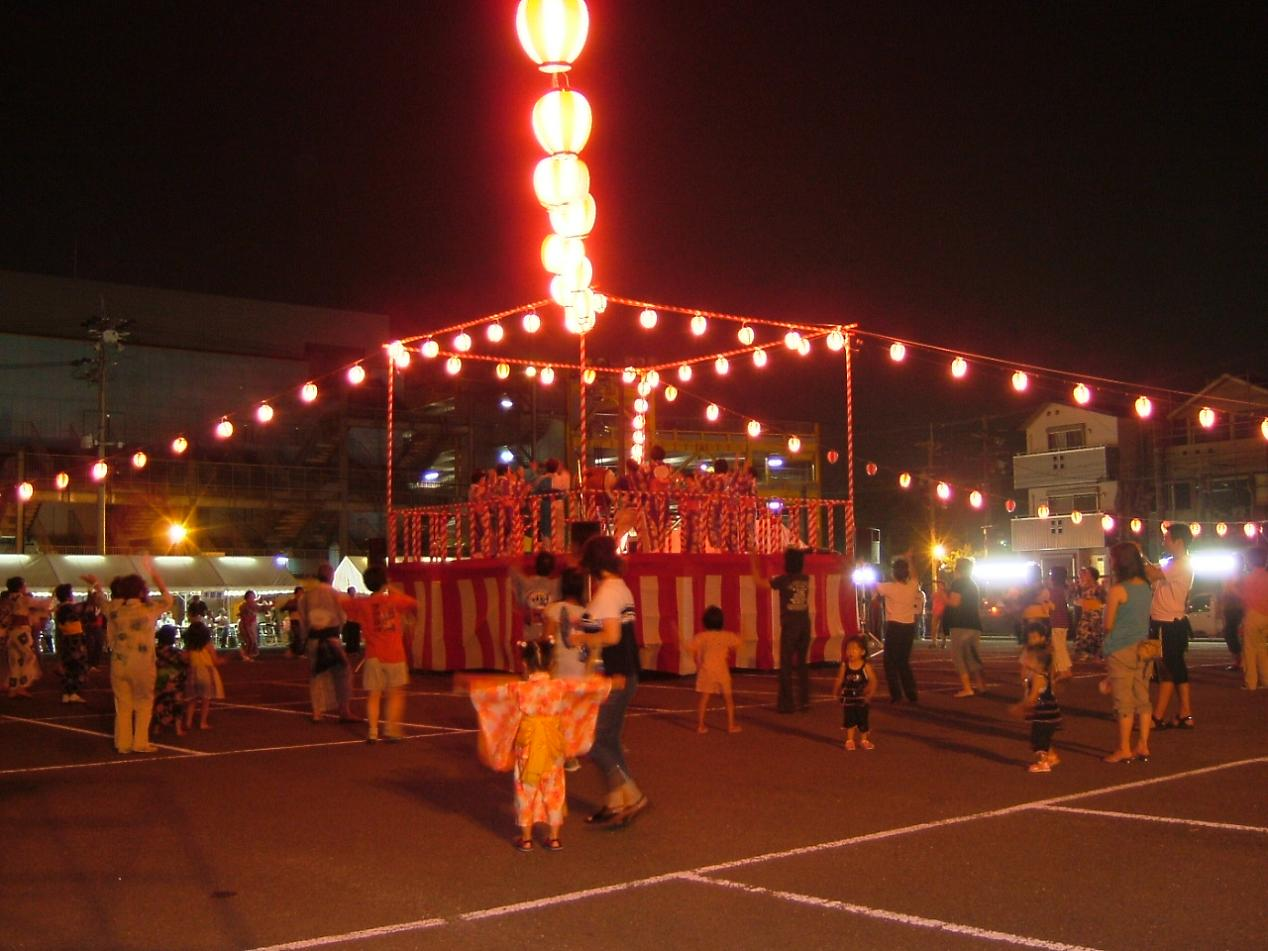
盆踊りの一例（名古屋市港区にて）

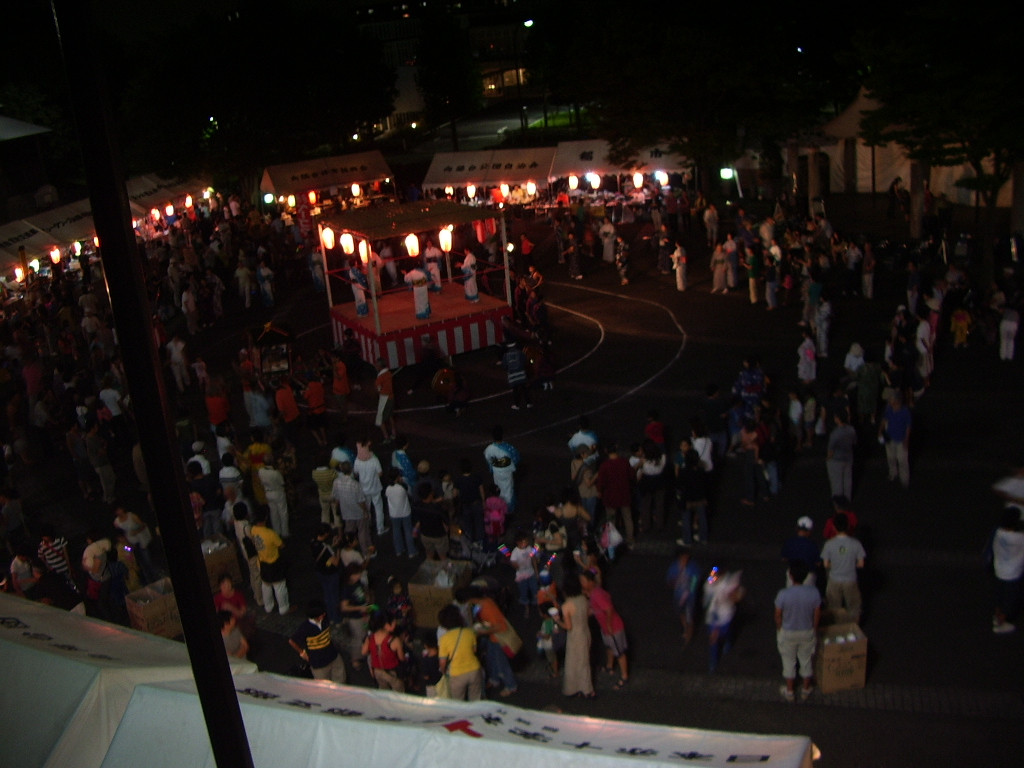
盆踊りの一例（多摩ニュータウン）

盆踊り（ぼんおどり）は、日本において、盆の時期に先祖を供養する行事、またその行事内で行われる踊り。起源については諸説ある。
仏教・神道の影響を受けつつも世俗的な性格を強めていった盆踊りは、江戸時代初頭に絶頂を迎えるが、明治時代期には風紀を乱すとして警察による取締りの対象となった。
21世紀に入り、日本各地の盆踊りが重要無形民俗文化財ならびに選択無形民俗文化財の指定を受けている。その一方で、盆踊りは音楽の一ジャンルとして、ポピュラー音楽のなかで命脈を保っている。
盆踊りは日本国内にとどまらず、南北アメリカ・太平洋地域・東アジア・東南アジアでも行われている。

## 概要
誰でも踊りに参加できるタイプと、主に見せるために限定された踊り手が踊るタイプとがある。前者は、広場の中央に櫓を立て、やぐらの周囲を回りながら音頭にあわせて踊る形式が一般的である。盆踊りの伴奏音楽としては多く音頭が奏でられる。近年は録音された音頭を電気的に再生して行うことが主流になっている。
歴史的には村落社会において娯楽と村の結束を強める機能的役割を果たした。そのため、各地にご当地音頭も多く存在し、自治体や商工会などが作成したオリジナルの地域的音頭も増えている。明治以前は歌垣などの風習に結びついていた。お盆の時期に行われるが、宗教的意味合いは薄く、農村や庶民の娯楽として楽しまれてきた。江戸時代には盛況しすぎるため一揆につながらないよう、幕府が場所や時間を規制するほどであった。
明治政府は、男女が夜通し騒ぐ、女装・男装するなどの行事は近代国家に相応しくないとして、1874年に盆踊り禁止令を出し、20世紀初頭には存在しているのかさえ不明なほど衰退したが、復活が叫ばれるようになり、大正末期から農村娯楽として奨励されはじめ、再び盛んになっていった。もともと盆踊りがなかった土地でも新作して踊るところもあり、町内会の祭り行事としてだけでなく、阿波踊りやエイサーなど、一地方の盆踊りから全国に広まったものもある。
夏休みの間の大きなイベントの一つである。かつては夜通しで行われることも多かったが、近年は治安維持のため深夜まで行われることは少なくなっている。
20世紀に入ると、初音家太三郎を始めとした「音頭取り」と呼ばれる人々によって河内音頭の近代化・継承が行われるなどの動きも見られた。21世紀に入ってからも音頭取りによる継承のほか、国内外各地の盆踊りの会や教室によって盆踊りの継承が図られている。
2020年2月19日、文化審議会は国連教育科学文化機関（ユネスコ）の無形文化遺産への登録を目指す国内候補に「風流踊（ふりゅうおどり）」を選んだ。盆踊りや念仏踊りなどとして伝承された23都府県の37件をまとめて一つの遺産とみなし、3月末までに政府がユネスコに申請書を提出。2022年11月ごろのユネスコ政府間委員会で登録可否が審査される見通し。

## 起源
盆踊りはもともとは仏教の盂蘭盆会であるとする説、歌垣の遺風とする説、原始信仰の儀式だったとする説など諸説あるが、文献に最初に登場するのは室町時代と言われる。平安時代、空也上人によって始められた踊念仏が、民間習俗と習合して念仏踊りとなり、盂蘭盆会の行事と結びつき、精霊を迎える、死者を供養するための行事として定着していった。死者の供養の意味合いを持っていた初期の盆踊りは、新盆を迎える家に人々が赴き、家の前で輪を作って踊り、家人は踊り手を御馳走でもてなした。盆には死者が家に帰って来るという考え方から、頬被りをして人相を隠し、死者の生き返った姿に扮した人がその物語を演じたという。

## 盆踊りの風俗
踊り念仏は、鎌倉時代には一遍上人が全国に広めたが、一遍や同行の尼僧らは念仏で救済される喜びに衣服もはだけ激しく踊り狂い、法悦境へと庶民を巻き込んで大ブームを引き起こした。それ以降は、宗教性よりも芸能に重点が置かれる念仏踊りが生み出され、人々はさらに華やかな衣装や、振り付け、道具、音楽などを競うようになった。室町時代の初めには、太鼓などをたたいて踊るようになったといわれている。現在も、初盆の供養を目的の盆踊りも地域によっては催されている。太鼓と「口説き」と呼ばれる唄に合わせて踊る。口説きは、地区の伝統でもある。初盆の家を各戸を回って踊る所もある。昔は旧暦の7月15日に行われていた。ゆえに、盆踊りはいつも満月であった。
鎌倉時代以降、経済力や自治力を得た民衆により新奇な趣向が次々に考案され、江戸時代初頭には絶頂を極めることになる。江戸では7月に始まり連日踊り明かしながら10月にまで続いた。次第に盆踊りは性の解放のエネルギーと結びついていく。日本では性は神聖なものとされ、神社の祭礼を始めとし、念仏講、御詠歌講など世俗的宗教行事の中心に非日常的な聖なる性があるべきと考えられるようになり、盆踊りは性の開放エネルギーを原動力に性的色彩を帯びるようになる。明治時代にはしばしば風紀を乱すとして警察の取締りの対象となって一時は激減していた。盆踊りは未婚の男女の出会いの場にとどまらず、既婚者らの一時的な肉体関係をもつきっかけの場をも提供していた。ざこ寝という、男女が一堂に泊まり込み乱交を行う風習も起こり、盆踊りとも結びつき広まり、ざこ寝堂はほとんど全国の農村には存在した。これは昭和時代に至っても続いていた。
出雲阿国による一風変わった男装の念仏踊りは歌舞伎踊りと言われた（歌舞伎のかぶくとは、「常識外れ」や「異様な風体」と言う意味）。以後、歌舞伎など様々な芸能へと派生していったが、歌舞伎も売春を伴い幕府より厳しく取り締まりを受けていたことから鑑み、盆踊りに限定されず芸能全般に性が結びついた江戸文化風俗の一端と言える。

## 衣装

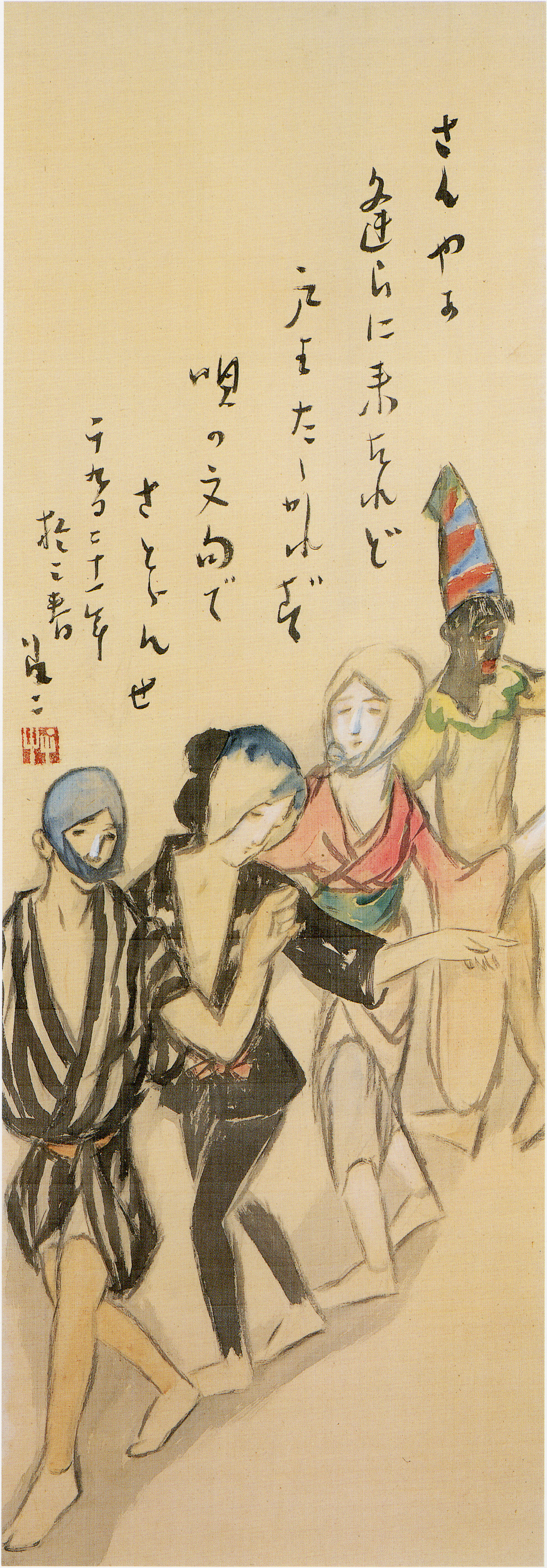
竹久夢二の絵「盆おどり」（1921年）。

伝統的には、やぐらの上の太鼓方、音頭取りならびに踊り子は浴衣を着用することが多いが、一般参加者はカジュアルな平服でも良い。踊り手が同じグループである場合、揃いの浴衣を着ることが多い。また、団扇を背中の帯に差し込んでおくこともある。男性は、鉢巻をし、腰に印籠をぶら下げて踊ることもある。
地方によっては、狐などの仮面をつけて踊る場合や、舞台化粧並の厚化粧をして華やかな衣装で踊る場合がある。

## その他
- 俳句では「踊」だけで「盆踊り」を指し秋の季語である。夏に行われるにもかかわらず秋の季語であるのは、立秋を過ぎてから行われるためである。
- 最近では、2010年から名古屋で開催されている「スリラー盆踊り」が東京に伝わって催されるなど、新しいスタイルの盆踊りも注目されている。
- 愛知県東海市大田町には参加者にイヤホンの付いた携帯ラジオを貸し出して行われる無音盆踊りがある。参加者はイヤホンで音楽を聴いて踊るため、周囲からは無音で踊っているように見える。
- 東京都八丈島ではフォークダンスの「マイム・マイム」を踊り、末吉地区におけるバンドの電子演奏による速いリズムの「高速マイム・マイム」が特に有名であり観光客も参加している[13]。

## 文化財
国指定の重要無形民俗文化財ならびに国の選択無形民俗文化財（記録作成等の措置を講ずべき無形の民俗文化財）に選択された盆踊りを列挙する。

### 国指定
- 西馬音内の盆踊（秋田県）
- 毛馬内の盆踊（秋田県）
- 大の阪（新潟県）[14]
- 新島の大踊（東京都）[15]
- 新野の盆踊り（長野県）
- 和合の念仏踊（長野県）[16]
- 有東木の盆踊（静岡県）
- 徳山の盆踊（静岡県）
- 綾渡の夜念仏と盆踊（愛知県）[17]
- 郡上踊（岐阜県）
- 十津川の大踊（奈良県）
- 大宮踊（岡山県）[18]
- 白石踊（岡山県）

### 国選択
- 与島・櫃石の盆踊（香川県）[19]
- 姫島の盆踊（大分県）
- 野母の盆踊（長崎県）[20]
- 対馬厳原の盆踊（長崎県）[21]
- 対馬美津島の盆踊（長崎県）[22]

## 楽曲
代表的な楽曲（50音順）
- 交通安全音頭
- さくら音頭
- ズンパ音頭
- 大名古屋音頭
- 大東京音頭
- 東京音頭
- 東京五輪音頭
- 名古屋ばやし
- 名古屋まるはち音頭
- にっぽん花咲か音頭
- 東村山音頭
- 火の国太鼓
- ホームラン音頭[注釈 1]
- 鞠と殿さま
- 水戸黄門おどり
- ゆかた音頭

### 民謡系（50音順）
- 一合まいた（香川県）
- 岡崎五万石おどり（愛知県）
- 鹿児島おはら節（鹿児島県）
- 河内音頭（大阪府）
- 郡上節（岐阜県）
- 江州音頭（滋賀県）
- 白浜音頭（千葉県）
- 相馬盆唄（福島県）
- そうらん節（北海道）
- 炭坑節（福岡県）
- デカンショ節（兵庫県）
- ドンパン節（秋田県）
- 花笠音頭（山形県）
- 北海盆唄（北海道）
- 松山踊り（岡山県）
- 八木節（群馬県・栃木県）

### 歌謡曲・J-POP・ディスコソング系（50音順）
- 1+1の音頭（水前寺清子）
- ええじゃないか音頭（プロジェクトFUKUSHIMA!） - 東日本大震災後の福島県で、地元がどこであろうと踊れる曲として作られた。
- お座敷小唄（和田弘とマヒナスターズ、松尾和子）
- お祭りマンボ（美空ひばり）
- およげ!たいやきくん（子門真人）
- 河内おとこ節（中村美律子）
- ギザギザハートの子守唄（チェッカーズ）
- きよしの数え歌（氷川きよし）
- きよしのズンドコ節（氷川きよし）
- 銀座カンカン娘（高峰秀子）
- 恋するフォーチュンクッキー（AKB48）
- 恋をするなら（橋幸夫）
- これから音頭（大泉逸郎）
- 365日の紙飛行機（AKB48）
- 好きになった人（都はるみ）
- 世界に一つだけの花（SMAP）
- 大丈夫（氷川きよし）
- ダンシング・ヒーロー[注釈 2]（荻野目洋子）
- チャンチキおけさ（三波春夫）
- 東京ばやし（安藤由美子）
- 道頓堀へいらっしゃい音頭（嘉門達夫）
- どだればち・サンバ（ぷりりんりん）
- ドリフのズンドコ節（ザ・ドリフターズ）
- どんとこいブギ!（藤みち子）
- 2000年音頭（北島三郎）
- ニッポン・ワッショイ（怒髪天）
- Bahama Mama（ボニーM）
- パプリカ（Foorin）
- ハワイ音頭（殿さまキングス）
- ビューティフル・サンデー（ダニエル・ブーン、盆踊りには田中星児盤が使われることが多い）
- ベイサイド・ブギ（氷川きよし）
- マツケンサンバ（松平健）
- まつのき小唄（二宮ゆき子）
- U.S.A.（DA PUMP）
- 湾岸太陽族（荻野目洋子）
- One Night Carnival（氣志團）

### アニメソング（年代順）
- 1965年 オバQ音頭（オバケのQ太郎）
- 1967年 グズラ音頭（おらぁグズラだど）、悟空音頭（悟空の大冒険）
- 1968年 鬼太郎ナイナイ音頭（ゲゲゲの鬼太郎 (テレビアニメ第1シリーズ)）、チッペイ音頭（バンパイヤ）
- 1969年 モーレツ音頭（もーれつア太郎）
- 1970年 大ちゃん数え歌（いなかっぺ大将）
- 1972年 ハゼドン音頭（ハゼドン）、赤胴音頭（赤胴鈴之助）
- 1973年 ど根性ガエル音頭（ど根性ガエル）、ピンコラ音頭（ワンサくん）
- 1978年 名物！モグタン音頭（まんがはじめて物語）、ルパン音頭（ルパン三世 ルパンVS複製人間）
- 1979年 ドラえもん音頭（ドラえもん（テレビアニメ第2作第1期））、銀河鉄道999（銀河鉄道999）
- 1980年 ドンデラ音頭 調子出てますか（ずっこけナイト ドンデラマンチャ）
- 1981年 ドタコン音頭（めちゃっこドタコン）、ヤットデタマン・ブギウギ音頭（ヤットデタマン）
- 1981年 アラレちゃん音頭（Dr.スランプ アラレちゃん）
- 1982年 根が明るい音頭（おちゃめ神物語コロコロポロン）、ハットリくん音頭（忍者ハットリくん）、バケツのおひさんつかまえた（じゃりン子チエ）
- 1982年・1983年 クックロビン音頭（ぼくパタリロ! ）
- 1983年 パーマン音頭（パーマン）
- 1985年 キン肉マン音頭（キン肉マン）、Qちゃん音頭（藤子不二雄劇場 オバケのQ太郎）
- 1988年 マイケル音頭（ホワッツマイケル）、ビックリマン音頭（ビックリマン）
- 1988年・1989年 おそ松くん音頭（おそ松くん（第2作））、正調おそ松節（おそ松くん（第2作））
- 1989年 アンパンマン音頭'89（それいけ!アンパンマン）
- 1990年 おどるポンポコリン（ちびまる子ちゃん）
- 1991年 わぴこちゃん音頭（きんぎょ注意報!）、ちょっといいとこ見てみたい（OH!MYコンブ）、絶唱!!とっぴんしゃん音頭（チエちゃん奮戦記 じゃりン子チエ）
- 1994年 しんちゃん音頭（クレヨンしんちゃん）
- 1993年・1994年 ポコニャラ音頭（ポコニャン!）
- 1994年 元気節（平成狸合戦ぽんぽこ）
- 1995年・1996年 たいたいづくし（クマのプー太郎）
- 1996年 にんにん忍たま音頭（忍たま乱太郎）、しんちゃん音頭?オラといっしょにおどろうよ?（クレヨンしんちゃん）
- 1998年 ポケモン音頭（ポケットモンスター）
- 1999年 ちびまる子音頭（ちびまる子ちゃん）、アンパンマン音頭'99（それいけ!アンパンマン）
- 2000年 ゲキテイ音頭（サクラ大戦）、平成お行儀音頭（アニメ浪曲紀行 清水次郎長伝）
- 2002年 おジャ魔女音頭でハッピッピ!!（おジャ魔女どれみドッカ〜ン!）
- 2002年・2005年 ハムハムONDOだハムちゃんず!（とっとこハム太郎）
- 2003年 デ・ジ・キャラット音頭（デ・ジ・キャラットにょ）、鷹の爪音頭（秘密結社鷹の爪MAX）
- 2004年 地球(ペコポン)侵略音頭（ケロロ軍曹）、ボーボボ音頭（ボボボーボ・ボーボボ）、シノブ音頭（ニニンがシノブ伝）
- 2005年・2008年?2013年 踊れ・どれ・ドラ ドラえもん音頭（ドラえもん（テレビアニメ第2作第2期））
- 2006年 電ボのブンブン節（おじゃる丸）、びんちょう音頭（びんちょうタン）、踊る ばけぎゃもん～ ぷれい屋音頭（妖逆門）
- 2007年 踊れ・どれ・ドラ ドラえもん音頭 2007（ドラえもん（テレビアニメ第2作第2期））、撲殺音頭でドクロちゃん（撲殺天使ドクロちゃん2）、パンプキン音頭（パンプキン・シザーズ）、しずくちゃん音頭（ぷるるんっ!しずくちゃん）
- 2007年・2008年 妖怪横丁ゲゲゲ節（ゲゲゲの鬼太郎 (テレビアニメ第5シリーズ)）
- 2008年 ダイバスター音頭（FNS地球特捜隊ダイバスター）、のらみみ音頭（のらみみ）
- 2011年 やおよろず音頭（猫神やおよろず）
- 2012年 漆黒に躍る弧濁覇王節（中二病でも恋がしたい! Lite）、DT音頭（イクシオン サーガ DT）、あんこう音頭（ガールズ&パンツァー）、ハムハムON-DOだ、ハムちゃんず!2012（とっとこハム太郎）、しばいぬ音頭（しばいぬ子さん）
- 2013年 モノクマおんど（ダンガンロンパ 希望の学園と絶望の高校生）、はっぴぃ夏祭り（超速変形ジャイロゼッター）
- 2014年 ガンダムさん音頭（機動戦士ガンダムさん）、祭り囃子でゲラゲラポー（妖怪ウォッチ）
- 2015年・2016年 プリキュア音頭〜スマイルWink〜（Go!プリンセスプリキュア・魔法つかいプリキュア!）
- 2016年 ニャー将棋音頭（3月のライオン）、ししゃも音頭（弱酸性ミリオンアーサー）
- 2017年 イヤミ音頭（おそ松さん （第2期））、大!地獄地獄節（鬼灯の冷徹 （第弐期））
- 2017年-2019年 踊れ・どれ・ドラ ドラえもん音頭 2017（ドラえもん（テレビアニメ第2作第2期））
- 2018年 キラリ☆夢音頭（デュエル・マスターズ）、なつっこ音頭（アイドルマスター シンデレラガールズ劇場）
- 2020年 オトッペおんど（オトッペ）、笑顔ヶ丘音頭（せいぜいがんばれ！魔法少女くるみ （第3期））、ハナビラ音頭（異種族レビュアーズ）

### 特撮テレビドラマ
- 1967年 怪獣音頭（怪獣王子）
- 1971年 怪獣音頭（帰ってきたウルトラマン）[注釈 3]
- 1975年 ロボコン音頭（がんばれ!!ロボコン）
- 1996年 カーレンジャー音頭（激走戦隊カーレンジャー）
- 1997年 Bomb Dancing メガレンジャー（電磁戦隊メガレンジャー）
- 2017年 キュータマ音頭（宇宙戦隊キュウレンジャー）
- 2025年 パーリーピーポー音頭（ナンバーワン戦隊ゴジュウジャー）

## 海外

### 中南米
南米のブラジルには、マツリ・ダンスというブラジル風に進化した盆踊りがある。日系3世のグループ「グループ・サンセイ」が始めたもので、J-popなどの曲に合わせて、全員で同じ振り付けを盆踊りのように繰り返して踊る。日本の盆踊りのように輪になって踊ることもあれば、観客がその場で一斉に踊る場合もある。1988年にロンドリーナ市の日系人のカラオケ教師が考案したものだが、2000年代に入ってから日本関連のイベントで踊られるようになり、ブラジル各地の日系コミュニティやアニメイベントなどを通じて広まった。
アルゼンチンでも1960年代、日系人が行っていた盆踊りが各地に残っており、なかでもラプラタで行われるものは最大級の規模になっている。

### 北米
北米のアメリカ合衆国のハワイ州、カリフォルニア州、ニューヨーク州、カナダのブリティッシュ・コロンビア州など日系人が多い地域で、あるいは日本企業によるしっかりとした日本商工会があるノースカロライナ州ジャーロットなどで「日本祭」の一環として夏にBon Dance（盆踊り）が行われる。

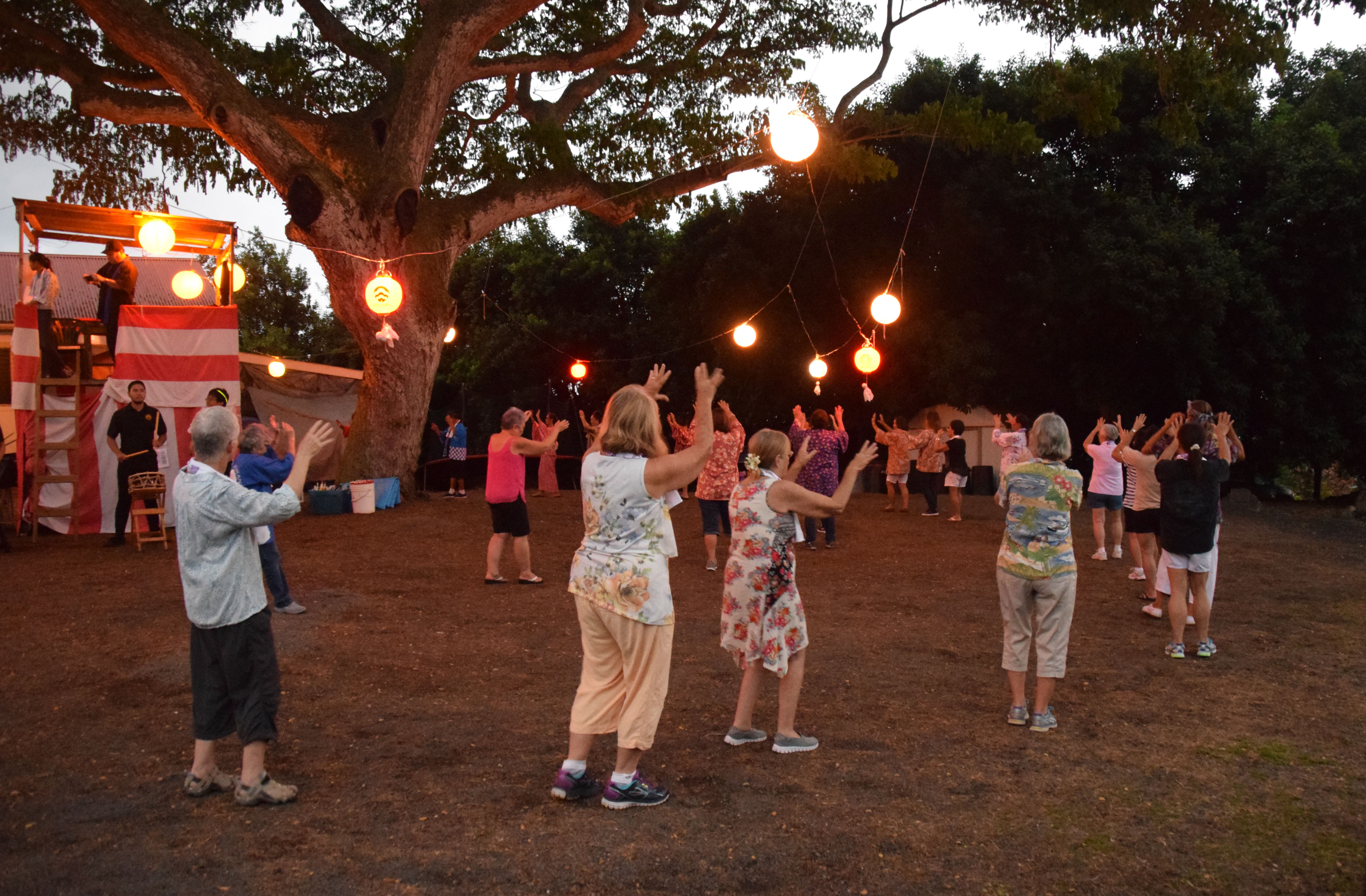
ハワイではごくひなびた所でも毎年盆踊りが開かれる（ハワイ島キエイ Ke'ei の熊本県八代郡出身者墓地のモンキーポッドの下で）

特にハワイ州で盛んで、主要5島（東からカウアイ島、オアフ島、モロカイ島、マウイ島、ハワイ島）で6月から8月の金曜日を含めた週末の夕方に行われており、新聞・雑誌などでも毎年スケジュールが発表される。 仏教ミッション（小規模のお寺）で行われる場合が多く、過去一年以内に亡くなった人々の家族の焼香などの仏事が先立つこともあるが、ほとんどは宗教色がない。神社（「夏祭り」）やショッピングセンターで行われることもある。踊りは1時間から2時間の間に20曲くらいが録音で演奏され、同じ曲が繰り返されることは少ない。地域差はあるが、ハワイ島西部では通常「炭坑節」で始まり、途中「河内おとこ節」ではバチが配られてそれを持って踊り、会の初めに寄付金を納めるときに配られる手ぬぐいを持って踊る「ゆかた音頭」もあり、アメリカ発の「Beautiful Sunday」などの歌が使われたり、ハワイ州では広島県・山口県・熊本県・沖縄県からの移住者が他県よりずば抜けて多いので  歌に特徴がある沖縄の歌「安里屋ユンタ」や「遊び庭」（あしびなー）などで踊ったり、最近では子供向けの「ポケモン音頭」や若者向けにズンバを踊ったり、最後は「福島音頭」 で終わることが多い。また、太鼓隊がヤグラを囲んで景気を付けるのが通例である。ハワイ州は異人種間結婚が進んでいることから、見るからの日系人もハオレ（白人）も、ハワイ人も器用に踊るのが見られる。特に盛んな地域では事前に練習会も行われている。

### 東南アジア
シンガポールでは、毎年8月中旬の土曜日15時～21時に日本人学校小学部チャンギ校で、小学部クレメンティ校も含めた「夏祭り」の一環として盆踊りが行われる。祭り全体は、ダンスクラブの子どもたちの各種ダンスや、同好会の大人たちのフラ、マレーダンスなどの後、メインイベントとして盆踊りが同踊同好会の人々がやぐらの上で、ローカルの人々がその周りで、様々な民謡・歌に合わせて一体となって踊り、盛り上がる。 
中国では、香港で見世物としての盆踊りが行われてきた。近年、中国大陸上海など大都市のショッピングセンターで、始めは日本留学・旅行帰りの人々を中心に、最近はそうでない人々も参加して盆踊りを含む「夏祭り」行事が行われてきたが、極く最近はそうした活動が「文化的侵略」としてSNSで批判を浴びて中止が報告されている。台湾では盆踊りは行われていない。韓国でも、盆踊りはない。
フィリピンでは、観光客も多いセブ島でセブ日本人会がセブ市の協力も得て、Bon Odoriイベントを2014年から開催してきた。コスプレ・コンテストやカラオケ大会、簡易レストランも出る総合的なまつりとなっている。
マレーシアでは、日本文化の紹介や草の根交流を目的として、1977年より日本人学校や在マレーシア日本大使館が盆踊り大会を首都クアラルンプールなどで開催しており、在留日本人やイスラム教徒のマレー人、華人を含めた3万5000人以上が参加する夏の風物詩となっている。2022年6月8日にはイドリス・アフマド首相府相（宗教担当）が盆踊りは仏教に影響されているとして、同年7月16日に開催が予定されたイベントにイスラム教徒が参加しないよう忠告すると表明したことが波紋を広げた。